# Cryptocephalinae
Cryptocephalinae es una subfamilia de coleópteros de la familia Chrysomelidae que junto con Lamprosomatinae  pertenece al grupo llamado Camptosomata, caracterizado porque las larvas viven en un estuche fabricado con materiales de desecho.
Los adultos son de forma compacta semicilíndrica, con la cabeza oculta por el tórax. Cuando se ven en peligro se dejan caer al suelo. Las larvas viven en la hojarasca o en las hojas de las plantas de las que se alimentan. Hay alrededor de 4 000 especies. Son de amplia distribución mundial.

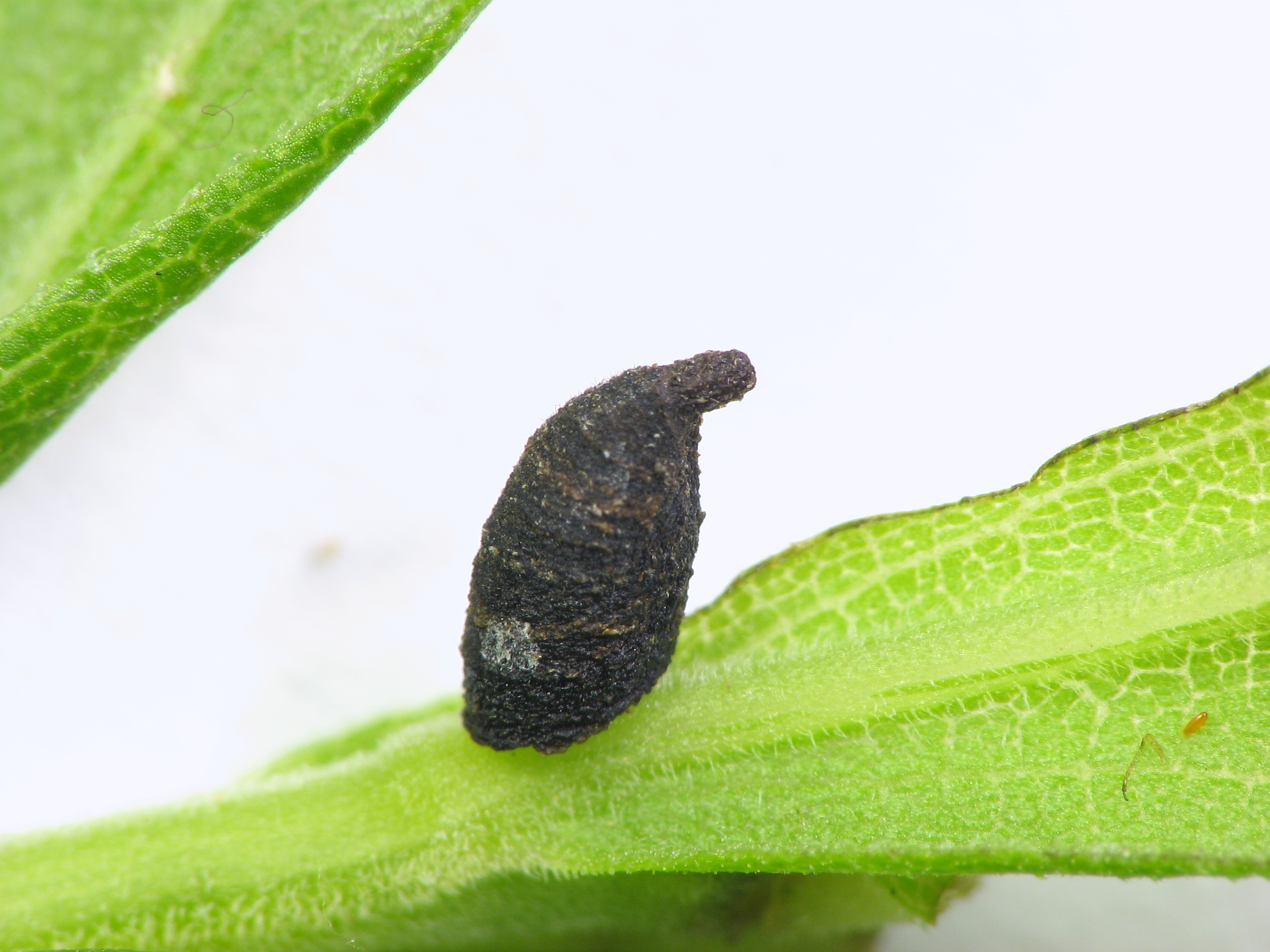
Exema, estuche larval
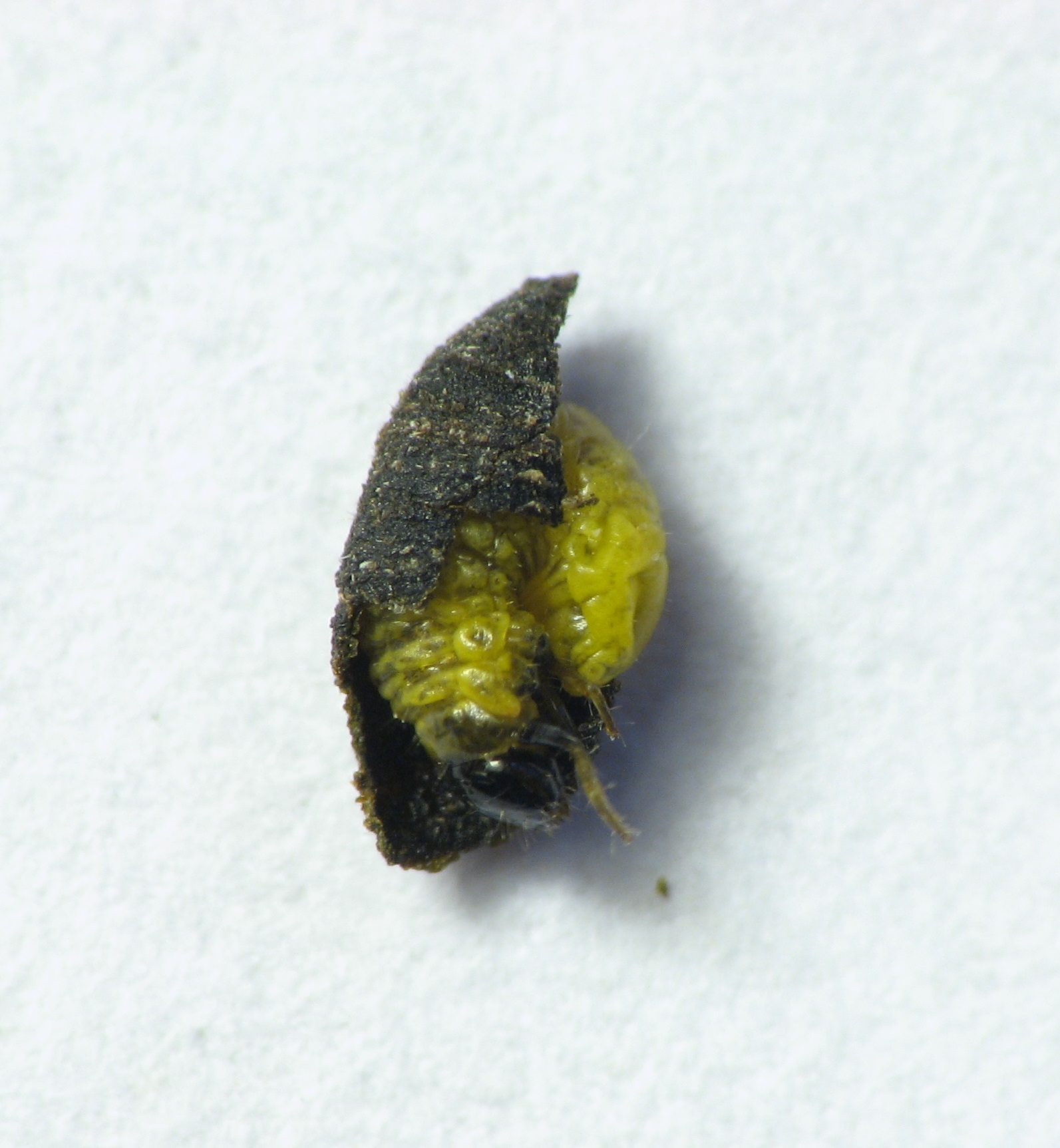
Exema, larva
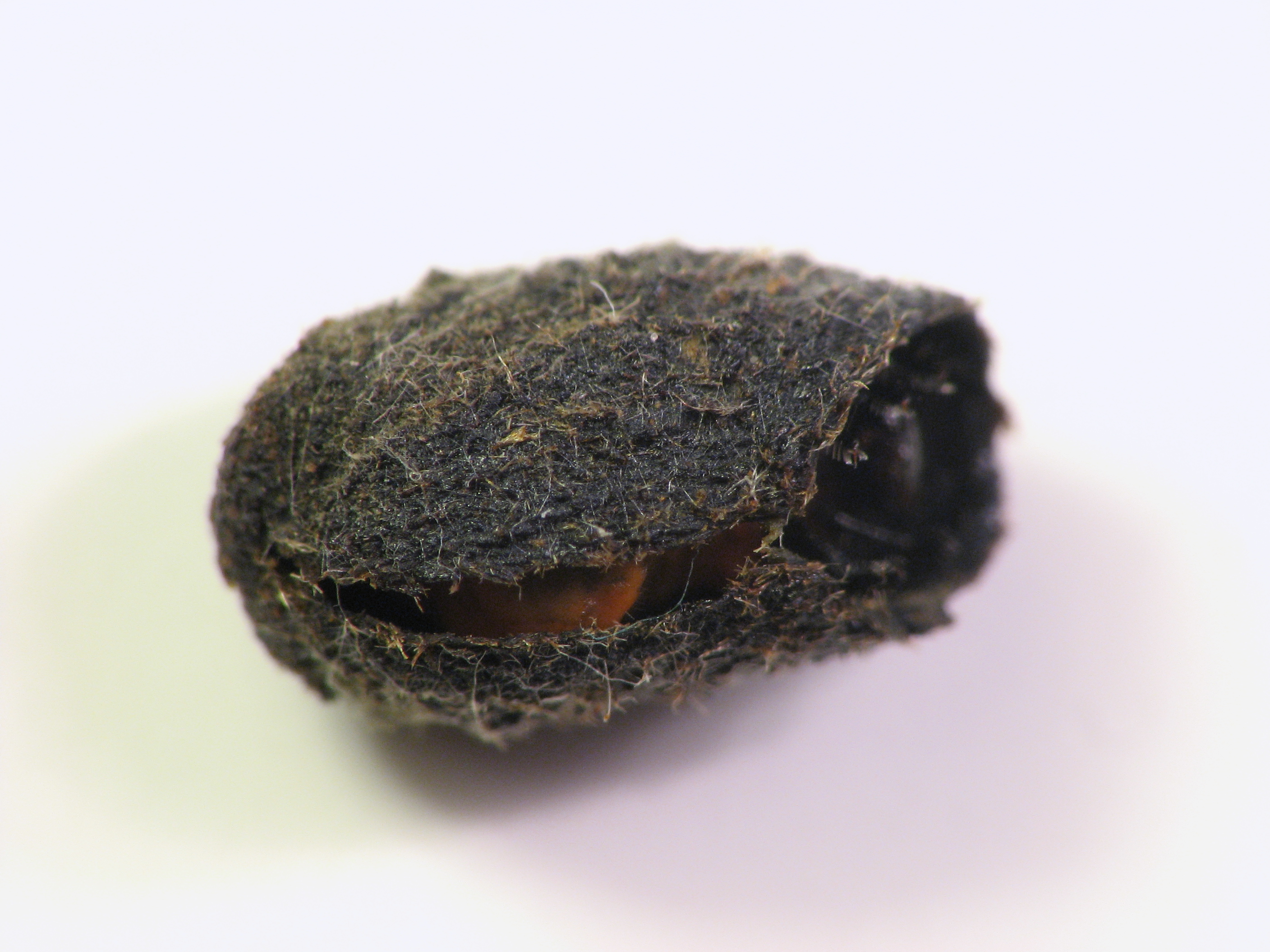
Neochlamisus, estuche larval
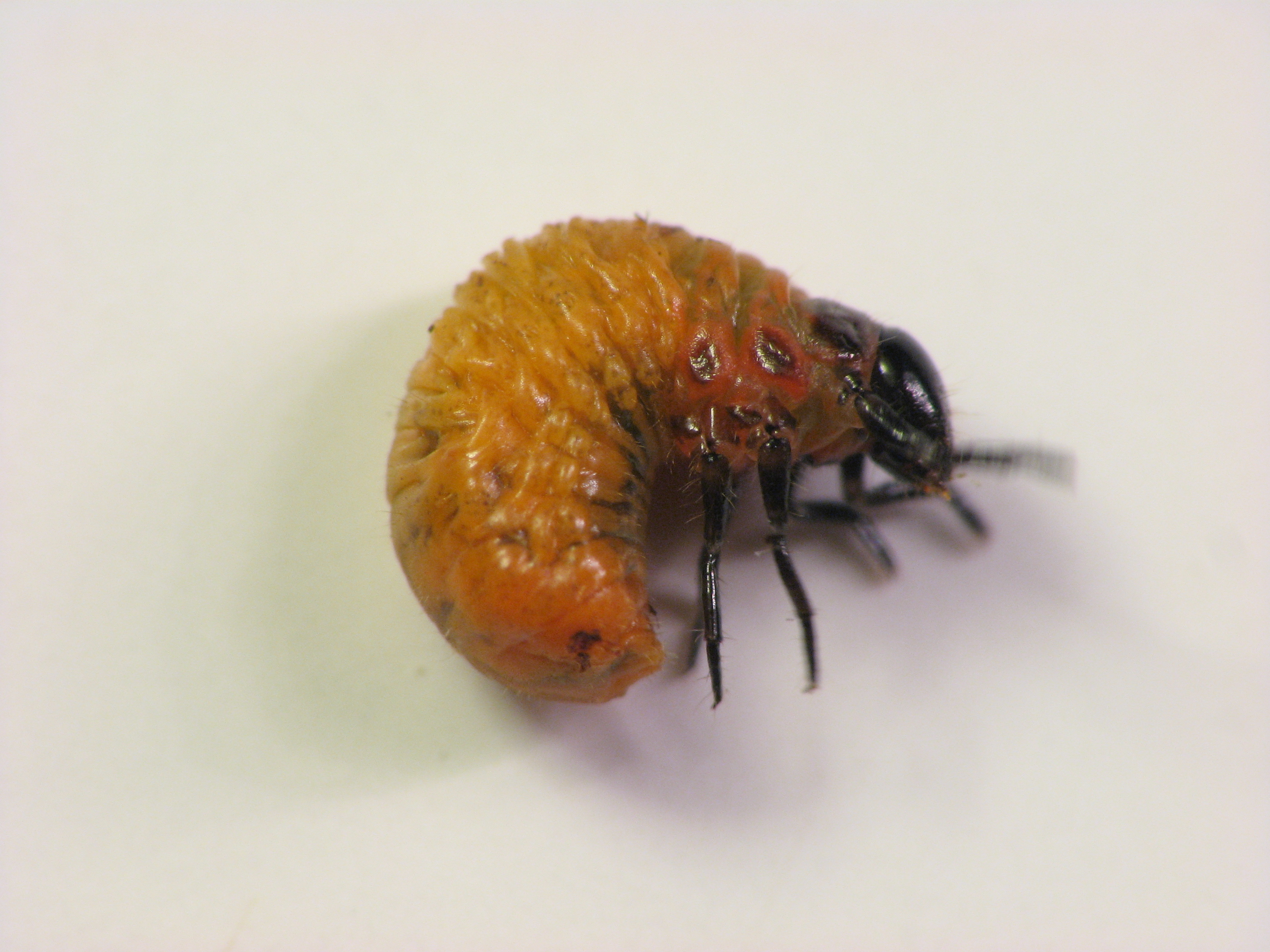
Neochlamisus, larva fuera de su  estuche larval